# Verbandsgemeinde Heßheim

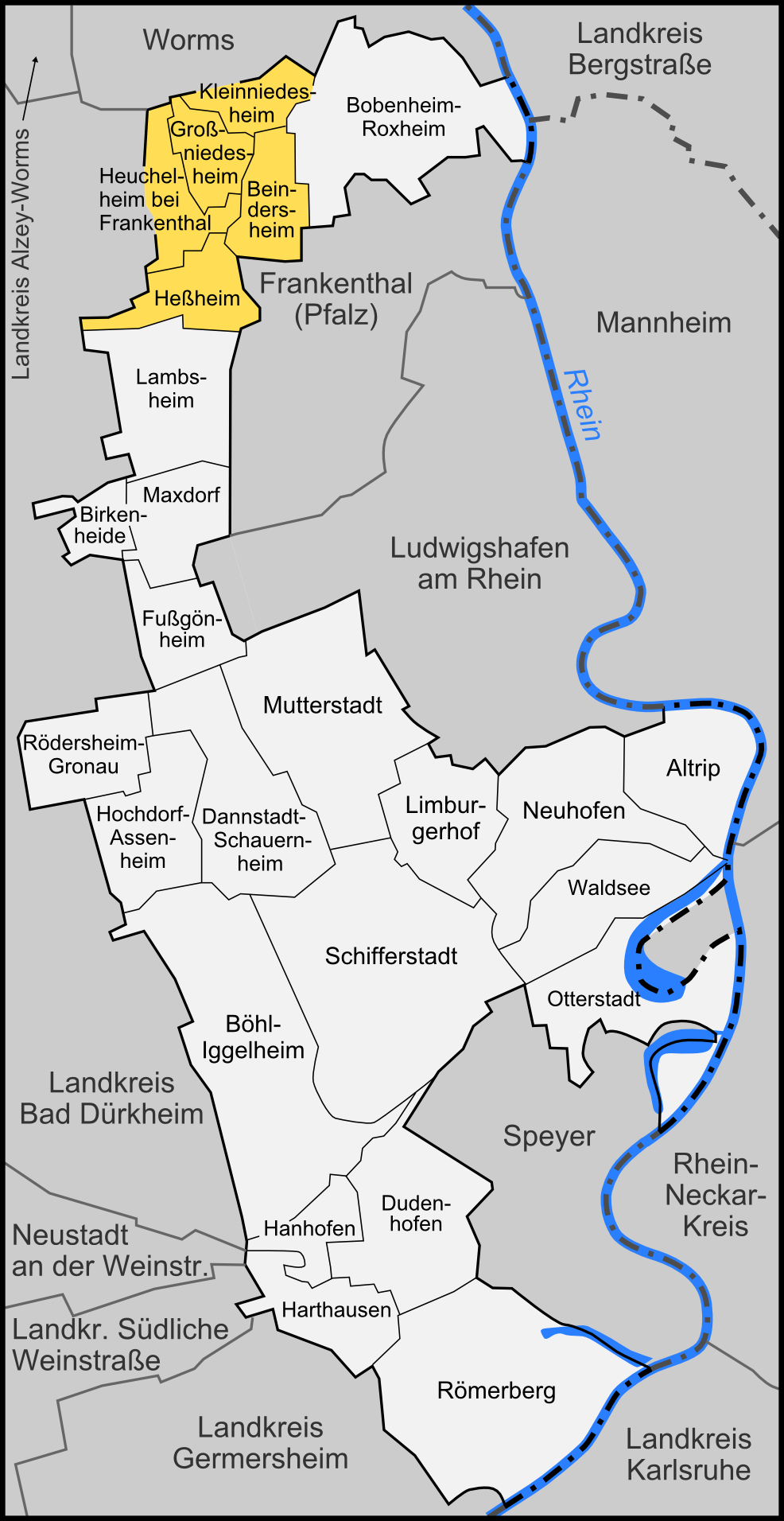
Lage der Verbandsgemeinde im Rhein-Pfalz-Kreis

Die Verbandsgemeinde Heßheim war eine Gebietskörperschaft im Rhein-Pfalz-Kreis in Rheinland-Pfalz. Der Verbandsgemeinde gehörten fünf eigenständige Ortsgemeinden an, der Verwaltungssitz war in der namensgebenden Ortsgemeinde Heßheim. Die Verbandsgemeinde entstand im Jahre 1972 und wurde zum 1. Juli 2014 aufgelöst, die Gemeinden wurden der neuen Verbandsgemeinde Lambsheim-Heßheim zugeordnet.

## Verbandsangehörige Gemeinden
| Ortsgemeinde                | Fläche (km²) | Einwohner |
| --------------------------- | ------------ | --------- |
| Beindersheim                | 5,73         | 3.084     |
| Großniedesheim              | 3,78         | 1.253     |
| Heßheim                     | 5,78         | 3.013     |
| Heuchelheim bei Frankenthal | 5,76         | 1.237     |
| Kleinniedesheim             | 3,88         | 899       |
| Verbandsgemeinde Heßheim    | 24,93        | 9.486     |

(Einwohner am 31. Dezember 2012})

## Bevölkerungsentwicklung
Die Entwicklung der Einwohnerzahl bezogen auf das Gebiet der Verbandsgemeinde Heßheim zum Zeitpunkt ihrer Auflösung; die Werte von 1871 bis 1987 beruhen auf Volkszählungen:
| Jahr | Einwohner |
| 1815 | 1.854     |
| 1835 | 2.922     |
| 1871 | 3.134     |
| 1905 | 3.817     |
| 1939 | 4.427     |
| 1950 | 5.088     |

| Jahr | Einwohner |
| 1961 | 5.616     |
| 1970 | 7.555     |
| 1987 | 8.835     |
| 1997 | 9.191     |
| 2005 | 9.486     |
| 2010 | 9.566     |

## Politik

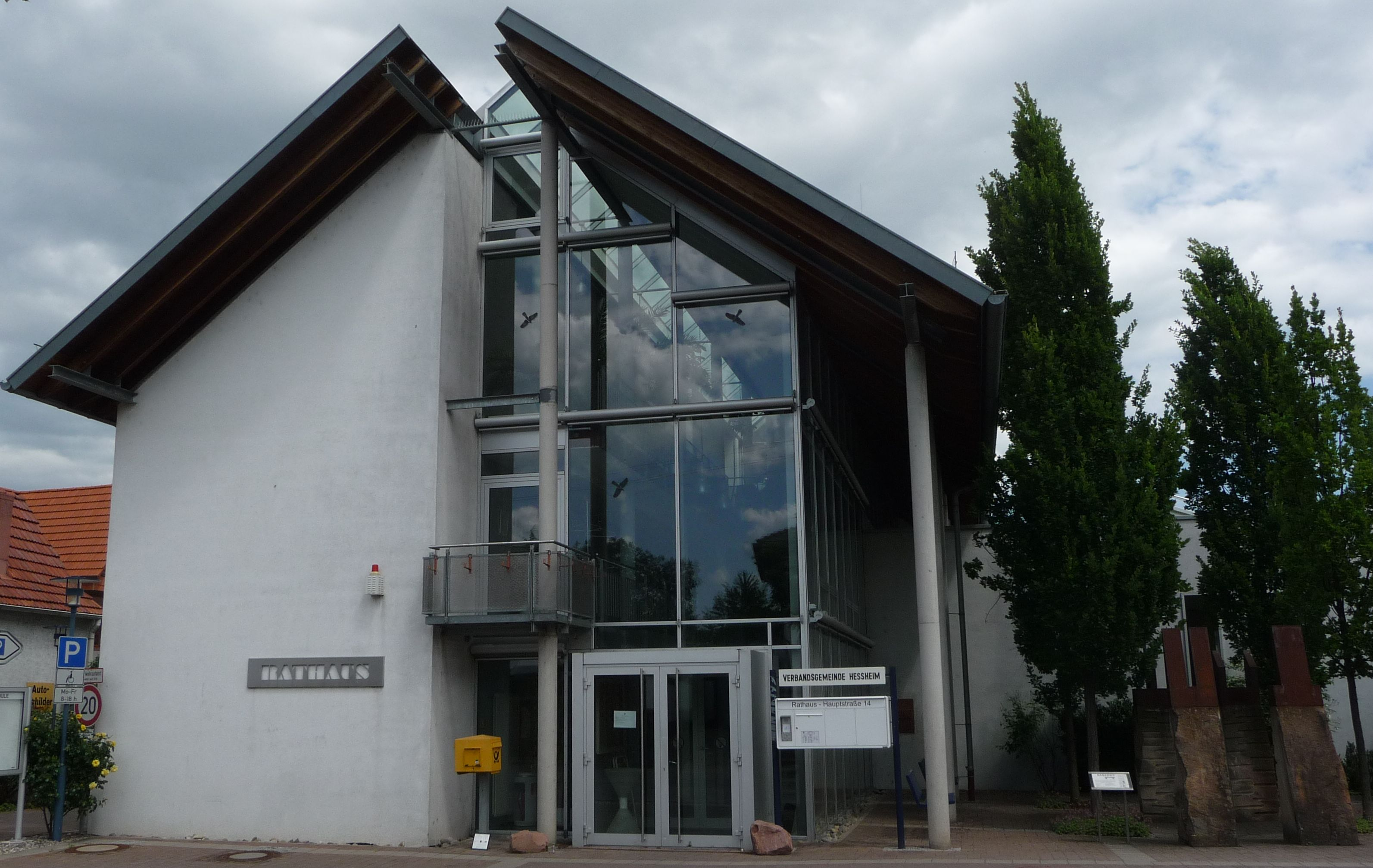
Verwaltungsgebäude der Verbandsgemeinde Heßheim

### Verbandsgemeinderat
Der Verbandsgemeinderat Heßheim bestand aus 24 ehrenamtlichen Ratsmitgliedern, die zuletzt bei der Kommunalwahl am 7. Juni 2009 in einer personalisierten Verhältniswahl gewählt wurden, und dem hauptamtlichen Bürgermeister als Vorsitzendem.
Die Sitzverteilung im Verbandsgemeinderat:
| Wahl | SPD | CDU | FWG | Gesamt   |
| ---- | --- | --- | --- | -------- |
| 2009 | 9   | 7   | 8   | 24 Sitze |
| 2004 | 9   | 8   | 7   | 24 Sitze |

### Bürgermeister
- 1972–1989: Kurt Müller (FWG)
- 1989–2007: Siegfried Fritsche (SPD)
- 2007–2014: Klaus Schütz (FWG)

### Wappen
Die Blasonierung des Wappens lautete: „Innerhalb eines mit achtfach von Gold und Schwarz geständertem Schildbord, in Schwarz ein goldenes Schildhaupt, darin ein roter sechszackiger Stern, beseitet von je einer roten Eichel; unten ein aus dem rechten Schildrand hervorbrechender halber goldener Adler, links ein nach rechts gewendeter, rotbewehrter Löwe, dazwischen ein mit dem Barte nach unten gesenkter goldener Schlüssel.“
Es wurde 1976 von der Bezirksregierung Rheinhessen-Pfalz verliehen.

## Tourismus
In Kleinniedesheim befindet sich das Propst-Maudraische Schloss, in dem Hans Christoph Ernst von Gagern am 25. Januar 1766 geboren wurde.